# ویتلسباخ ۹۰۷۱۲
سیارک ۹۰۷۱۲ (به انگلیسی: 90712 Wittelsbach، نامگذاری:1990TE13) نود هزار و هفتصد و دوازدهمین سیارک کشف شده‌است که در ۱۲ اکتبر ۱۹۹۰ کشف شد.